# اهرم اشاره

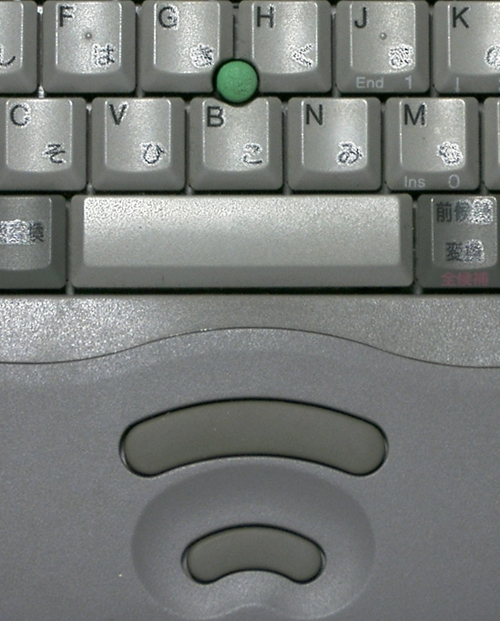

اهرم اشاره یا ناب (به انگلیسی: Pointing Stick or Nub) اهرمی قرمز یا سبز رنگ میان کلید برخی از صفحه‌کلیدها است که این دکمه و تاچ‌پد نیاز به موشی را کمتر می‌کند.
استیک اشاره‌گر (Pointing Stick) یا ترک‌پوینت (TrackPoint) نوعی ابزار اشاره‌گر آنالوگ است که معمولاً در مرکز صفحه‌کلید لپ‌تاپ‌ها تعبیه می‌شود. این ابزار مانند دیگر دستگاه‌های اشاره‌گر مانند ماوس، تاچ‌پد و ترک‌بال، با دستکاری فیزیکی کاربر موقعیت نشانگر روی صفحه نمایش را تغییر می‌دهد. برخلاف دیگر دستگاه‌های مشابه که بر اساس حرکت کلی عمل می‌کنند، استیک اشاره‌گر به نیروی پایدار و فشار واکنش نشان می‌دهد و به همین دلیل یک دستگاه اشاره‌گر ایزومتریک شناخته می‌شود. شرکت IBM برای اولین بار در سال ۱۹۹۲ این دستگاه را تحت عنوان «TrackPoint» در سری لپ‌تاپ‌های ThinkPad 700 معرفی کرد و در سال ۱۹۹۷ نسخه پیشرفته‌تر آن را به ثبت رساند. این ابزار در لپ‌تاپ‌های تجاری همچون TravelMate از شرکت Acer, Latitude از Dell, EliteBook از HP و ThinkPad از لنوو مورد استفاده قرار گرفته است.
عملکرد استیک اشاره‌گر بر اساس اندازه‌گیری نیروی واردشده توسط دو جفت حسگر کرنش مقاومتی است. کاربر با فشار دادن استیک در جهت دلخواه می‌تواند مکان‌نما را حرکت دهد. سرعت مکان‌نما به میزان فشاری که اعمال می‌شود بستگی دارد؛ با افزایش فشار، سرعت حرکت مکان‌نما نیز بیشتر می‌شود. حساسیت و سرعت مکان‌نما، مشابه تنظیمات سرعت ماوس، قابل تغییر است. معمولاً این ابزار در صفحه‌کلیدهای QWERTY بین کلیدهای G, H و B قرار می‌گیرد و دکمه‌های مربوط به آن در پایین نوار فاصله جایگذاری شده است. طراحی دکمه‌ها به گونه‌ای است که کاربران راست‌دست و چپ‌دست به راحتی می‌توانند از آن استفاده کنند. همچنین این ابزار در لپ‌تاپ‌های کوچک مانند Toshiba Libretto و Sony VAIO UX در کنار صفحه نمایش نیز دیده شده است.

## روش استفاده
با استفاده از نوک انگشت می‌توانید از این ابزار استفاده کنید. اهرم اشاره برای جابجاکردن اشاره‌گر بکار می‌رود.